# Місакціелі
Місакціелі (груз. მისაქციელი) — село в Грузії.
За даними перепису населення 2014 року в селі проживає 2100 осіб.